# Jemieljanowo (Kraj Krasnojarski)
Jemieljanowo (ros. Емельяново) – osiedle typu miejskiego w Rosji, w Kraju Krasnojarskim, ośrodek administracyjny rejonu jemielianowskiego. W 2010 liczyło 12 055 mieszkańców.